# Fishshot

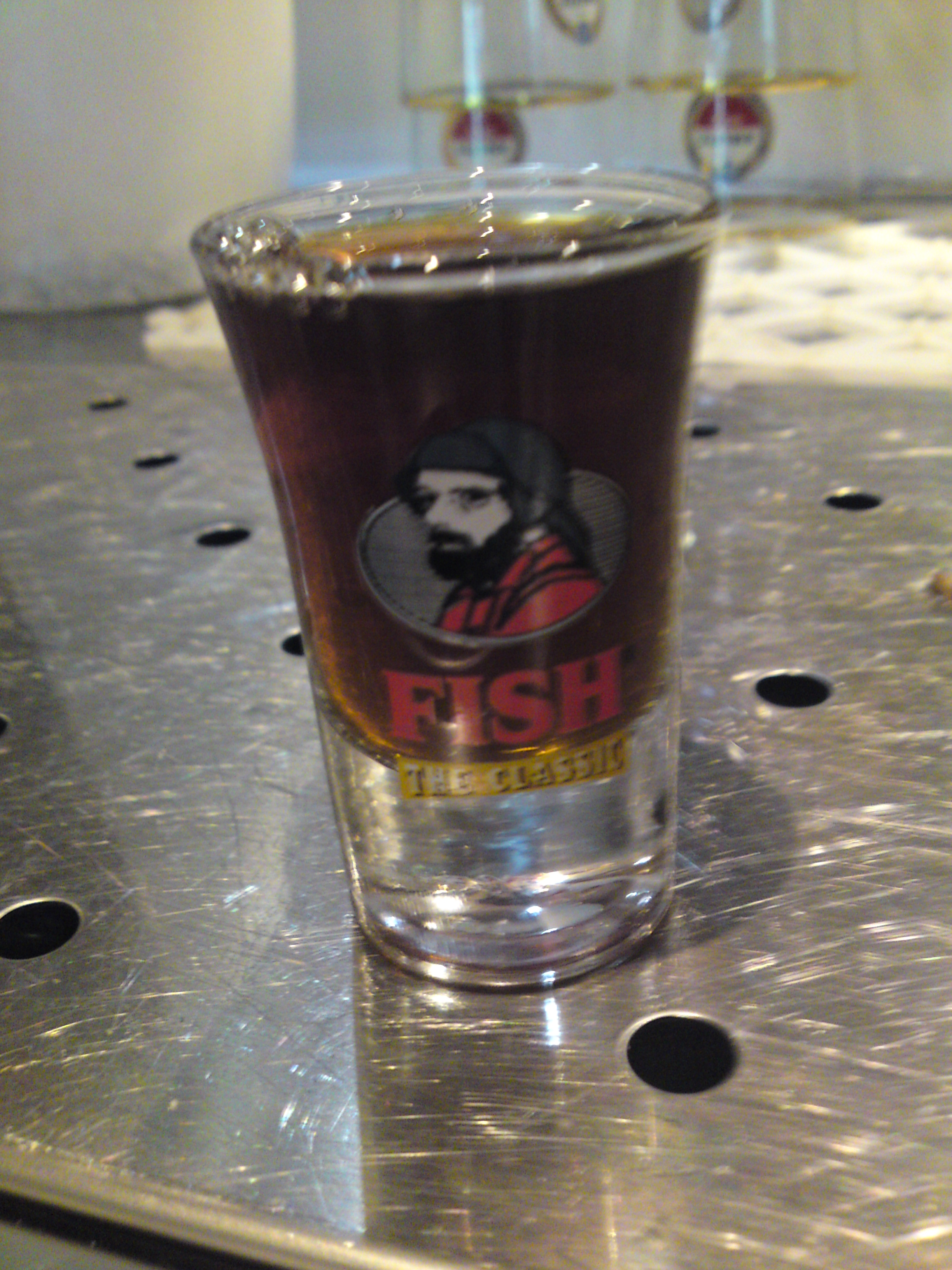
Een borrelglas met Fishshot

Fishshot is een van origine Deense alcoholische drank. De drank kan worden getypeerd als de vloeibare versie van Fisherman's Friend. De meest gangbare versie van de drank, Fishshot The Classic, heeft een alcoholpercentage van 30%. Het wordt gemaakt van een mengeling van onder andere eucalyptus, menthol, zoethout met wodka. Momenteel wordt Fishshot in twaalf landen verkocht.